# 圏央成田インターチェンジ
圏央成田インターチェンジ（けんおうなりたインターチェンジ）は、千葉県成田市川上に建設中の首都圏中央連絡自動車道（圏央道）のインターチェンジである。
東関東自動車道の成田ICと区別するため、「圏央」の名を冠している。

## 歴史
- 2025年（令和7年）1月24日 : IC名称が「（主）成田小見川鹿島港線IC（仮称）」から「圏央成田IC」に正式決定[1]。
- 2026年（令和8年）度 : 大栄JCT - 松尾横芝IC間 開通に伴い、供用開始予定[2][注釈 1]。

## 接続する道路
- 直接接続
  - C4 首都圏中央連絡自動車道
  - 千葉県道・茨城県道44号成田小見川鹿島港線 - 当IC付近は暫定2車線であるが、今後4車線化が予定されている[3]。

## 周辺
- シンボリ牧場
- 成田空港

## 隣
C4 首都圏中央連絡自動車道
(90)大栄JCT - 圏央成田IC（事業中） - 多古IC（事業中）